# 黎鷹
黎鷹（Ieng Lai，1949年—）黎鷹，原名黎勝瑛，澳門當代水彩畫家。1949年出生於澳門。澳門美術協會前會長，現為澳門美術協會監事長，中國美術家協會理事，2008年榮獲澳門政府頒授文化功積勳章。

## 經歷
1949年出生於澳門，幼年父親經營國貨生意。上世紀70年代研習水彩畫，師從譚智生，在學時於課餘時間參與國慶牌樓繪畫，過程中在前輩指導下學習繪畫，80年代到廣州美術學院隨王肇民學習水彩畫。早期於電影院繪畫電影海報工作，後來與朋友成立廣告設計公司，期後開設黎鷹畫室開班授徒。
作品曾參加多次國際及中國內地展覽如：「澳門風光—黎鷹畫展」美國三藩市，「港澳美術家聯展」(1977)；，「加拿大六人畫展」(1990)； 「澳港風情 — 澳門、香港水彩畫邀請展」(香港中央圖書館)；「澳門美術家作品展」(中國國家博物館)，作品多次入選「中國全國美展」；「全國水彩粉彩作品展」。2000年水彩畫作品《濠江中學校園外景點圖》於澳門回歸祖國一周年時為濠江中學贈送給時任中共中央總書記兼國家主席江澤民紀念品，2008年榮獲澳門政府頒授文化功績勳章。

## 現時主要職位
- 澳門美術協會監事長
- 中國美術家協會理事

## 作品集
- 《黎鷹水彩筆下的澳門》個人畫集(澳門基金會出版)

## 外部連結
- 继往开来的澳门美术——访中国美协理事、澳门美术协会会长黎鹰 中國書畫藝術網 （页面存档备份，存于）
- 藝術家介紹 全藝社[]
- 藝術家介紹 中華文化聯誼會
- (专访)黎鹰：直观表现，风景写生是现场创作的高级享受 雅昌艺术网